# Tar
Tar, popis 1991; skupaj: 830
Tar (italijansko Torre) je naselje s 1144 prebivalci (2021) na Hrvaškem, ki je upravno središče občine Tar–Vabriga v Istrski županiji.

## Lega
Naselje leži nad Tarsko Valo (v bližini izliva Mirne, kjer je tradicionalno vaško ribiško pristanišče) na nadmorski višini 104 m ob zahodni istrski obalni cesti Vrsar-Poreč-Novigrad-Umag-Savudrija odaljeno okoli 8 km od Novigrada in okoli 9 km od Poreča.

## Zgodovina
V starih listinah se Tar omenja leta 983. V okolici približno 1 km zahodno od naselja so ostanki antične vile rustice. Na pokopališču stoji cerkev sv. Petra zgrajena leta 1451 v starem delu naselja pa župnijska cerkev sv. Martina zgrajena leta 1804. Kraj se je pričel razvijati v 18. stoletju, ko so pričeli v Tar prihajati naseljenci iz Južne Dalmacije.

## Demografija
| Pregled števila prebivalcev po letih | Pregled števila prebivalcev po letih | Pregled števila prebivalcev po letih | Pregled števila prebivalcev po letih | Pregled števila prebivalcev po letih | Pregled števila prebivalcev po letih | Pregled števila prebivalcev po letih | Pregled števila prebivalcev po letih | Pregled števila prebivalcev po letih | Pregled števila prebivalcev po letih | Pregled števila prebivalcev po letih | Pregled števila prebivalcev po letih | Pregled števila prebivalcev po letih | Pregled števila prebivalcev po letih | Pregled števila prebivalcev po letih |
| ------------------------------------ | ------------------------------------ | ------------------------------------ | ------------------------------------ | ------------------------------------ | ------------------------------------ | ------------------------------------ | ------------------------------------ | ------------------------------------ | ------------------------------------ | ------------------------------------ | ------------------------------------ | ------------------------------------ | ------------------------------------ | ------------------------------------ |
| 1857                                 | 1869                                 | 1880                                 | 1890                                 | 1900                                 | 1910                                 | 1921                                 | 1931                                 | 1948                                 | 1953                                 | 1961                                 | 1971                                 | 1981                                 | 1991                                 | 2001                                 |
| 604                                  | 666                                  | 756                                  | 887                                  | 1119                                 | 1328                                 | 1278                                 | 1681                                 | 1159                                 | 999                                  | 850                                  | 748                                  | 769                                  | 830                                  | 886                                  |